# U20-världsmästerskapet i fotboll för damer 2014
U20-världsmästerskapet i fotboll för damer 2014 hölls i Kanada under perioden 5–24 augusti 2014. Detta var sjunde gången Fifa anordnade U20-VM i fotboll för damer. Turneringen bestod av 16 lag från 6 fotbollskonfederationer.
Tyskland blev mästare efter att ha besegrat Nigeria i finalen efter mål i första förlängningskvarten. Matchen slutade oavgjort, 0–0, efter ordinarie speltid och matchen fick då avgöras på förlängning, när Lena Petermann gjorde mål i den 98:e spelminuten. Detta var Tysklands tredje mästerskapsvinst. Frankrike besegrade Nordkorea i matchen om tredjepris. Asisat Oshoala från Nigeria gjorde flest mål i turneringen (7 mål) och blev utnämnd till turneringens bästa spelare. Meike Kämper från Tyskland blev utnämnd till turneringens bäste målvakt.

## Kvalificerade landslag
| Konfederation                                     | Kvalturnering (datum)                                              | Landslag                                 |
| ------------------------------------------------- | ------------------------------------------------------------------ | ---------------------------------------- |
| AFC Asien                                         | AFC U19-mästerskapet 2013 (Kina, 11–20 oktober 2013)               | Kina · Nordkorea · Sydkorea              |
| Caf Afrika                                        | Afrikanska U20-mästerskapet 2014 (september 2013–24 januari 2014)  | Ghana · Nigeria                          |
| Concacaf Nord- och Centralamerika samt Västindien | CONCACAF U20-mästerskapet 2014 (Caymanöarna, 9–19 januari 2014)    | Costa Rica · Kanada · Mexiko · USA       |
| Conmebol Sydamerika                               | Sydamerikanska U20-mästerskapet 2014 (Uruguay, 13–31 januari 2014) | Brasilien · Paraguay                     |
| OFC Oceanien                                      | OFC U20-kvalmästerskapet 2014 (Nya Zeeland, 18–22 februari 2014)   | Nya Zeeland                              |
| UEFA Europa                                       | U19-Europamästerskapet 2013 (Wales, 19––31 augusti)                | England · Finland · Frankrike · Tyskland |

## Gruppspel

### Grupp A
| Nr | Lag       | S | V | O | F | GM | IM | MS | P |
| -- | --------- | - | - | - | - | -- | -- | -- | - |
| 1  | Nordkorea | 3 | 2 | 0 | 1 | 5  | 2  | +3 | 6 |
| 2  | Kanada    | 3 | 2 | 0 | 1 | 4  | 3  | +1 | 6 |
| 3  | Ghana     | 3 | 2 | 0 | 1 | 3  | 4  | −1 | 6 |
| 4  | Finland   | 3 | 0 | 0 | 3 | 4  | 7  | −3 | 0 |

Nordkorea och Kanada avancerade till slutspelet. Kanada och Ghana slutade på samma antal poäng men målskillnaden avgjorde vem som avancerade till nästa omgång.
| 1           | 5 augusti 2014 | Finland            | 1 – 2           | Nordkorea                           | National Soccer Stadium                                    |                                                            |
| 20:00 UTC−4 | 20:00 UTC−4    | Sini Laaksonen 28′ | (1 – 2) Rapport | 15′ Kim So Hyang 27′ Choe Yun Gyong | Toronto Publik: 14 834 Domare: Quetzalli Alvarado (Mexiko) | Toronto Publik: 14 834 Domare: Quetzalli Alvarado (Mexiko) |
| 20:00 UTC−4 | 20:00 UTC−4    |                    |                 |                                     | Toronto Publik: 14 834 Domare: Quetzalli Alvarado (Mexiko) | Toronto Publik: 14 834 Domare: Quetzalli Alvarado (Mexiko) |
| 20:00 UTC−4 | 20:00 UTC−4    |                    |                 |                                     | Toronto Publik: 14 834 Domare: Quetzalli Alvarado (Mexiko) | Toronto Publik: 14 834 Domare: Quetzalli Alvarado (Mexiko) |

| 2           | 5 augusti 2014 | Kanada | 0 – 1           | Ghana                 | National Soccer Stadium                                     |                                                             |
| 20:00 UTC−4 | 20:00 UTC−4    |        | (0 – 1) Rapport | 22′ Sherifatu Sumaila | Toronto Publik: 14 834 Domare: Bibiana Steinhaus (Tyskland) | Toronto Publik: 14 834 Domare: Bibiana Steinhaus (Tyskland) |
| 20:00 UTC−4 | 20:00 UTC−4    |        |                 |                       | Toronto Publik: 14 834 Domare: Bibiana Steinhaus (Tyskland) | Toronto Publik: 14 834 Domare: Bibiana Steinhaus (Tyskland) |
| 20:00 UTC−4 | 20:00 UTC−4    |        |                 |                       | Toronto Publik: 14 834 Domare: Bibiana Steinhaus (Tyskland) | Toronto Publik: 14 834 Domare: Bibiana Steinhaus (Tyskland) |

| 10          | 8 augusti 2014 | Ghana | 0 – 3           | Nordkorea                                 | National Soccer Stadium                                  |                                                          |
| 17:00 UTC−4 | 17:00 UTC−4    |       | (0 – 1) Rapport | 6′, 78′ Ri Un Sim 90+4′ (str.) Jon So Yon | Toronto Publik: 16 503 Domare: Carina Vitulano (Italien) | Toronto Publik: 16 503 Domare: Carina Vitulano (Italien) |
| 17:00 UTC−4 | 17:00 UTC−4    |       |                 |                                           | Toronto Publik: 16 503 Domare: Carina Vitulano (Italien) | Toronto Publik: 16 503 Domare: Carina Vitulano (Italien) |
| 17:00 UTC−4 | 17:00 UTC−4    |       |                 |                                           | Toronto Publik: 16 503 Domare: Carina Vitulano (Italien) | Toronto Publik: 16 503 Domare: Carina Vitulano (Italien) |

| 9           | 8 augusti 2014 | Kanada                                                      | 3 – 2           | Finland                 | National Soccer Stadium                                  |                                                          |
| 20:00 UTC−4 | 20:00 UTC−4    | Janine Beckie 48′ Valerie Sanderson 50′ Nichelle Prince 80′ | (0 – 2) Rapport | 3′, 21′ Juliette Kemppi | Toronto Publik: 16 503 Domare: Sachiko Yamagishi (Japan) | Toronto Publik: 16 503 Domare: Sachiko Yamagishi (Japan) |
| 20:00 UTC−4 | 20:00 UTC−4    |                                                             |                 |                         | Toronto Publik: 16 503 Domare: Sachiko Yamagishi (Japan) | Toronto Publik: 16 503 Domare: Sachiko Yamagishi (Japan) |
| 20:00 UTC−4 | 20:00 UTC−4    |                                                             |                 |                         | Toronto Publik: 16 503 Domare: Sachiko Yamagishi (Japan) | Toronto Publik: 16 503 Domare: Sachiko Yamagishi (Japan) |

| 17          | 12 augusti 2014 | Nordkorea | 0 – 1           | Kanada            | Stade Olympique                                          |                                                          |
| 19:00 UTC−4 | 19:00 UTC−4     |           | (0 – 0) Rapport | 65′ Janine Beckie | Montreal Publik: 13 031 Domare: Esther Staubli (Schweiz) | Montreal Publik: 13 031 Domare: Esther Staubli (Schweiz) |
| 19:00 UTC−4 | 19:00 UTC−4     |           |                 |                   | Montreal Publik: 13 031 Domare: Esther Staubli (Schweiz) | Montreal Publik: 13 031 Domare: Esther Staubli (Schweiz) |
| 19:00 UTC−4 | 19:00 UTC−4     |           |                 |                   | Montreal Publik: 13 031 Domare: Esther Staubli (Schweiz) | Montreal Publik: 13 031 Domare: Esther Staubli (Schweiz) |

| 18          | 12 augusti 2014 | Ghana                                     | 2 – 1           | Finland             | Moncton Stadium                                           |                                                           |
| 20:00 UTC−3 | 20:00 UTC−3     | Sherifatu Sumaila 71′ Jennifer Cudjoe 86′ | (0 – 0) Rapport | 50′ Juliette Kemppi | Moncton Publik: 4 708 Domare: Salomé di Iorio (Argentina) | Moncton Publik: 4 708 Domare: Salomé di Iorio (Argentina) |
| 20:00 UTC−3 | 20:00 UTC−3     |                                           |                 |                     | Moncton Publik: 4 708 Domare: Salomé di Iorio (Argentina) | Moncton Publik: 4 708 Domare: Salomé di Iorio (Argentina) |
| 20:00 UTC−3 | 20:00 UTC−3     |                                           |                 |                     | Moncton Publik: 4 708 Domare: Salomé di Iorio (Argentina) | Moncton Publik: 4 708 Domare: Salomé di Iorio (Argentina) |

#### Grupp B
| Nr | Lag       | S | V | O | F | GM | IM | MS | P |
| -- | --------- | - | - | - | - | -- | -- | -- | - |
| 1  | Tyskland  | 3 | 2 | 1 | 0 | 12 | 6  | +6 | 7 |
| 2  | USA       | 3 | 2 | 0 | 1 | 4  | 2  | +2 | 6 |
| 3  | Kina      | 3 | 0 | 2 | 1 | 6  | 9  | −3 | 2 |
| 4  | Brasilien | 3 | 0 | 1 | 2 | 2  | 7  | −5 | 1 |

Tyskland och USA avancerade till utslagsspelet. Tyskland var det laget, tillsammans med Frankrike, som gjorde flest mål (12 mål) under gruppspelet. Matchen mellan Tyskland och Kina blev den mest målrika i hela gruppspelsomgången, efter att ha slutat oavgjort, 5–5.
| 3           | 5 augusti 2014 | Tyskland                              | 2 – 0           | USA | Commonwealth Stadium                                      |                                                           |
| 17:00 UTC−6 | 17:00 UTC−6    | Lena Petermann 65′ Theresa Panfil 90′ | (0 – 0) Rapport |     | Edmonton Publik: 10 101 Domare: Sachiko Yamagishi (Japan) | Edmonton Publik: 10 101 Domare: Sachiko Yamagishi (Japan) |
| 17:00 UTC−6 | 17:00 UTC−6    |                                       |                 |     | Edmonton Publik: 10 101 Domare: Sachiko Yamagishi (Japan) | Edmonton Publik: 10 101 Domare: Sachiko Yamagishi (Japan) |
| 17:00 UTC−6 | 17:00 UTC−6    |                                       |                 |     | Edmonton Publik: 10 101 Domare: Sachiko Yamagishi (Japan) | Edmonton Publik: 10 101 Domare: Sachiko Yamagishi (Japan) |

| 4           | 5 augusti 2014 | Kina          | 1 – 1           | Brasilien  | Commonwealth Stadium                                     |                                                          |
| 20:00 UTC−6 | 20:00 UTC−6    | Zhang Zhu 89′ | (0 – 0) Rapport | 66′ Byanca | Edmonton Publik: 10 101 Domare: Esther Staubli (Schweiz) | Edmonton Publik: 10 101 Domare: Esther Staubli (Schweiz) |
| 20:00 UTC−6 | 20:00 UTC−6    |               |                 |            | Edmonton Publik: 10 101 Domare: Esther Staubli (Schweiz) | Edmonton Publik: 10 101 Domare: Esther Staubli (Schweiz) |
| 20:00 UTC−6 | 20:00 UTC−6    |               |                 |            | Edmonton Publik: 10 101 Domare: Esther Staubli (Schweiz) | Edmonton Publik: 10 101 Domare: Esther Staubli (Schweiz) |

| 11          | 8 augusti 2014 | Tyskland                                                                  | 5 – 5           | Kina                                                                    | Commonwealth Stadium                                        |                                                             |
| 17:00 UTC−6 | 17:00 UTC−6    | Pauline Bremer 10′ Sara Däbritz 45+1′, 68′ (str.) Theresa Panfil 51′, 71′ | (2 – 1) Rapport | 40′, 62′ (str.) Zhu Beiyan 48′ Tang Jiali 52′ Lei Jiahui 80′ Zhang Chen | Edmonton Publik: 10 025 Domare: Quetzalli Alvarado (Mexiko) | Edmonton Publik: 10 025 Domare: Quetzalli Alvarado (Mexiko) |
| 17:00 UTC−6 | 17:00 UTC−6    |                                                                           |                 |                                                                         | Edmonton Publik: 10 025 Domare: Quetzalli Alvarado (Mexiko) | Edmonton Publik: 10 025 Domare: Quetzalli Alvarado (Mexiko) |
| 17:00 UTC−6 | 17:00 UTC−6    |                                                                           |                 |                                                                         | Edmonton Publik: 10 025 Domare: Quetzalli Alvarado (Mexiko) | Edmonton Publik: 10 025 Domare: Quetzalli Alvarado (Mexiko) |

| 12          | 8 augusti 2014 | USA               | 1 – 0           | Brasilien | Commonwealth Stadium                                      |                                                           |
| 20:00 UTC−6 | 20:00 UTC−6    | Lindsey Horan 82′ | (0 – 0) Rapport |           | Edmonton Publik: 10 025 Domare: Kirsi Heikkinen (Finland) | Edmonton Publik: 10 025 Domare: Kirsi Heikkinen (Finland) |
| 20:00 UTC−6 | 20:00 UTC−6    |                   |                 |           | Edmonton Publik: 10 025 Domare: Kirsi Heikkinen (Finland) | Edmonton Publik: 10 025 Domare: Kirsi Heikkinen (Finland) |
| 20:00 UTC−6 | 20:00 UTC−6    |                   |                 |           | Edmonton Publik: 10 025 Domare: Kirsi Heikkinen (Finland) | Edmonton Publik: 10 025 Domare: Kirsi Heikkinen (Finland) |

| 19          | 12 augusti 2014 | Brasilien | 1 – 5           | Tyskland                                               | Stade Olympique                                             |                                                             |
| 16:00 UTC−4 | 16:00 UTC−4     | Carol 41′ | (1 – 0) Rapport | 50′, 78′, 90+1′ Sara Däbritz 64′, 90+3′ Pauline Bremer | Montreal Publik: 13 031 Domare: Carol Anne Chenard (Kanada) | Montreal Publik: 13 031 Domare: Carol Anne Chenard (Kanada) |
| 16:00 UTC−4 | 16:00 UTC−4     |           |                 |                                                        | Montreal Publik: 13 031 Domare: Carol Anne Chenard (Kanada) | Montreal Publik: 13 031 Domare: Carol Anne Chenard (Kanada) |
| 16:00 UTC−4 | 16:00 UTC−4     |           |                 |                                                        | Montreal Publik: 13 031 Domare: Carol Anne Chenard (Kanada) | Montreal Publik: 13 031 Domare: Carol Anne Chenard (Kanada) |

| 20          | 12 augusti 2014 | USA                                     | 3 – 0           | Kina | Moncton Stadium                                        |                                                        |
| 17:00 UTC−3 | 17:00 UTC−3     | Lindsey Horan 19′, 38′ Rose Lavelle 49′ | (2 – 0) Rapport |      | Moncton Publik: 4 708 Domare: Katalin Kulcsár (Ungern) | Moncton Publik: 4 708 Domare: Katalin Kulcsár (Ungern) |
| 17:00 UTC−3 | 17:00 UTC−3     |                                         |                 |      | Moncton Publik: 4 708 Domare: Katalin Kulcsár (Ungern) | Moncton Publik: 4 708 Domare: Katalin Kulcsár (Ungern) |
| 17:00 UTC−3 | 17:00 UTC−3     |                                         |                 |      | Moncton Publik: 4 708 Domare: Katalin Kulcsár (Ungern) | Moncton Publik: 4 708 Domare: Katalin Kulcsár (Ungern) |

#### Grupp C
| Nr | Lag      | S | V | O | F | GM | IM | MS | P |
| -- | -------- | - | - | - | - | -- | -- | -- | - |
| 1  | Nigeria  | 3 | 2 | 1 | 0 | 5  | 3  | +2 | 7 |
| 2  | Sydkorea | 3 | 1 | 1 | 1 | 4  | 4  | 0  | 4 |
| 3  | England  | 3 | 0 | 2 | 1 | 3  | 4  | −1 | 2 |
| 4  | Mexiko   | 3 | 0 | 2 | 1 | 3  | 4  | −1 | 2 |

Nigeria och Sydkorea avancerade till utslagsspelet. Sydkorea blev det laget som lyckades kvalificera sig till utslagsspelet med minst antal samlade poäng (4 poäng) efter en vinst, en förlust och en match som slutade oavgjort.
| 5           | 6 augusti 2014 | England           | 1 – 1           | Sydkorea             | Moncton Stadium                                           |                                                           |
| 17:00 UTC−3 | 17:00 UTC−3    | Martha Harris 68′ | (0 – 1) Rapport | 15′ (str.) Lee Sodam | Moncton Publik: 3 587 Domare: Carol Anne Chenard (Kanada) | Moncton Publik: 3 587 Domare: Carol Anne Chenard (Kanada) |
| 17:00 UTC−3 | 17:00 UTC−3    |                   |                 |                      | Moncton Publik: 3 587 Domare: Carol Anne Chenard (Kanada) | Moncton Publik: 3 587 Domare: Carol Anne Chenard (Kanada) |
| 17:00 UTC−3 | 17:00 UTC−3    |                   |                 |                      | Moncton Publik: 3 587 Domare: Carol Anne Chenard (Kanada) | Moncton Publik: 3 587 Domare: Carol Anne Chenard (Kanada) |

| 6           | 6 augusti 2014 | Mexiko             | 1 – 1           | Nigeria                 | Moncton Stadium                                           |                                                           |
| 20:00 UTC−3 | 20:00 UTC−3    | Fabiola Ibarra 23′ | (1 – 1) Rapport | 42′ Osarenoma Igbinovia | Moncton Publik: 3 587 Domare: Salomé di Iorio (Argentina) | Moncton Publik: 3 587 Domare: Salomé di Iorio (Argentina) |
| 20:00 UTC−3 | 20:00 UTC−3    |                    |                 |                         | Moncton Publik: 3 587 Domare: Salomé di Iorio (Argentina) | Moncton Publik: 3 587 Domare: Salomé di Iorio (Argentina) |
| 20:00 UTC−3 | 20:00 UTC−3    |                    |                 |                         | Moncton Publik: 3 587 Domare: Salomé di Iorio (Argentina) | Moncton Publik: 3 587 Domare: Salomé di Iorio (Argentina) |

| 13          | 9 augusti 2014 | England          | 1 – 1           | Mexiko              | Moncton Stadium                                     |                                                     |
| 14:00 UTC−3 | 14:00 UTC−3    | Bethany Mead 36′ | (1 – 0) Rapport | 70′ Tanya Samarzich | Moncton Publik: 4 636 Domare: Finau Vulivuli (Fiji) | Moncton Publik: 4 636 Domare: Finau Vulivuli (Fiji) |
| 14:00 UTC−3 | 14:00 UTC−3    |                  |                 |                     | Moncton Publik: 4 636 Domare: Finau Vulivuli (Fiji) | Moncton Publik: 4 636 Domare: Finau Vulivuli (Fiji) |
| 14:00 UTC−3 | 14:00 UTC−3    |                  |                 |                     | Moncton Publik: 4 636 Domare: Finau Vulivuli (Fiji) | Moncton Publik: 4 636 Domare: Finau Vulivuli (Fiji) |

| 14          | 9 augusti 2014 | Sydkorea     | 1 – 2           | Nigeria                               | Moncton Stadium                                    |                                                    |
| 17:00 UTC−3 | 17:00 UTC−3    | Kim Soyi 72′ | (0 – 2) Rapport | 1′ Courtney Dike 36′ Chinwendu Ihezuo | Moncton Publik: 4 636 Domare: Margaret Domka (USA) | Moncton Publik: 4 636 Domare: Margaret Domka (USA) |
| 17:00 UTC−3 | 17:00 UTC−3    |              |                 |                                       | Moncton Publik: 4 636 Domare: Margaret Domka (USA) | Moncton Publik: 4 636 Domare: Margaret Domka (USA) |
| 17:00 UTC−3 | 17:00 UTC−3    |              |                 |                                       | Moncton Publik: 4 636 Domare: Margaret Domka (USA) | Moncton Publik: 4 636 Domare: Margaret Domka (USA) |

| 21          | 13 augusti 2014 | Nigeria                                    | 2 – 1           | England          | Commonwealth Stadium                            |                                                 |
| 18:00 UTC−6 | 18:00 UTC−6     | Loveth Ayila 41′ Asisat Oshoala 59′ (str.) | (1 – 1) Rapport | 5′ Nikita Parris | Edmonton Publik: 7 301 Domare: Qin Liang (Kina) | Edmonton Publik: 7 301 Domare: Qin Liang (Kina) |
| 18:00 UTC−6 | 18:00 UTC−6     |                                            |                 |                  | Edmonton Publik: 7 301 Domare: Qin Liang (Kina) | Edmonton Publik: 7 301 Domare: Qin Liang (Kina) |
| 18:00 UTC−6 | 18:00 UTC−6     |                                            |                 |                  | Edmonton Publik: 7 301 Domare: Qin Liang (Kina) | Edmonton Publik: 7 301 Domare: Qin Liang (Kina) |

| 22          | 13 augusti 2014 | Sydkorea                               | 2 – 1           | Mexiko              | National Soccer Stadium                                 |                                                         |
| 20:00 UTC−4 | 20:00 UTC−4     | Lee Geum-min 43′ Lee So-dam 65′ (str.) | (1 – 0) Rapport | 74′ Tanya Samarzich | Toronto Publik: 6 914 Domare: Kateryna Monzul (Ukraina) | Toronto Publik: 6 914 Domare: Kateryna Monzul (Ukraina) |
| 20:00 UTC−4 | 20:00 UTC−4     |                                        |                 |                     | Toronto Publik: 6 914 Domare: Kateryna Monzul (Ukraina) | Toronto Publik: 6 914 Domare: Kateryna Monzul (Ukraina) |
| 20:00 UTC−4 | 20:00 UTC−4     |                                        |                 |                     | Toronto Publik: 6 914 Domare: Kateryna Monzul (Ukraina) | Toronto Publik: 6 914 Domare: Kateryna Monzul (Ukraina) |

#### Grupp D
| Nr | Lag         | S | V | O | F | GM | IM | MS  | P |
| -- | ----------- | - | - | - | - | -- | -- | --- | - |
| 1  | Frankrike   | 3 | 3 | 0 | 0 | 12 | 1  | +11 | 9 |
| 2  | Nya Zeeland | 3 | 2 | 0 | 1 | 5  | 4  | +1  | 6 |
| 3  | Paraguay    | 3 | 1 | 0 | 2 | 2  | 6  | −4  | 3 |
| 4  | Costa Rica  | 3 | 0 | 0 | 3 | 2  | 10 | −8  | 0 |

Frankrike och Nya Zeeland avancerade till utslagsspelet. Frankrike var det enda laget i turneringen som vann samtliga gruppspelsmatcher. Det var även det laget med bäst målskillnad (+11), och som tillsammans med Tyskland gjorde flest mål (12 mål).
| 7           | 6 augusti 2014 | Frankrike                                                                                          | 5 – 1           | Costa Rica            | Stade Olympique                                 |                                                 |
| 17:00 UTC−4 | 17:00 UTC−4    | Claire Lavogez 7′ (str.), 38′ Faustine Robert 18′ Fabiola Villalobos 22′ (sjm.) Ouleymata Sarr 53′ | (4 – 0) Rapport | 90+1′ Melissa Herrera | Montreal Publik: 4 812 Domare: Qin Liang (Kina) | Montreal Publik: 4 812 Domare: Qin Liang (Kina) |
| 17:00 UTC−4 | 17:00 UTC−4    | |                 |                       | Montreal Publik: 4 812 Domare: Qin Liang (Kina) | Montreal Publik: 4 812 Domare: Qin Liang (Kina) |
| 17:00 UTC−4 | 17:00 UTC−4    | |                 |                       | Montreal Publik: 4 812 Domare: Qin Liang (Kina) | Montreal Publik: 4 812 Domare: Qin Liang (Kina) |

| 8           | 6 augusti 2014 | Nya Zeeland                        | 2 – 0           | Paraguay | Stade Olympique                                          |                                                          |
| 20:00 UTC−4 | 20:00 UTC−4    | Emma Rolston 40′ Steph Skilton 43′ | (2 – 0) Rapport |          | Montreal Publik: 4 812 Domare: Kateryna Monzul (Ukraina) | Montreal Publik: 4 812 Domare: Kateryna Monzul (Ukraina) |
| 20:00 UTC−4 | 20:00 UTC−4    |                                    |                 |          | Montreal Publik: 4 812 Domare: Kateryna Monzul (Ukraina) | Montreal Publik: 4 812 Domare: Kateryna Monzul (Ukraina) |
| 20:00 UTC−4 | 20:00 UTC−4    |                                    |                 |          | Montreal Publik: 4 812 Domare: Kateryna Monzul (Ukraina) | Montreal Publik: 4 812 Domare: Kateryna Monzul (Ukraina) |

| 15          | 9 augusti 2014 | Nya Zeeland | 0 – 4           | Frankrike                                                          | Stade Olympique                                       |                                                       |
| 17:00 UTC−4 | 17:00 UTC−4    |             | (0 – 1) Rapport | 22′ Kadidiatou Diani 53′ Claire Lavogez 80′, 82′ Clarisse Le Bihan | Montreal Publik: 6 844 Domare: Therese Sagno (Guinea) | Montreal Publik: 6 844 Domare: Therese Sagno (Guinea) |
| 17:00 UTC−4 | 17:00 UTC−4    |             |                 |                                                                    | Montreal Publik: 6 844 Domare: Therese Sagno (Guinea) | Montreal Publik: 6 844 Domare: Therese Sagno (Guinea) |
| 17:00 UTC−4 | 17:00 UTC−4    |             |                 |                                                                    | Montreal Publik: 6 844 Domare: Therese Sagno (Guinea) | Montreal Publik: 6 844 Domare: Therese Sagno (Guinea) |

| 16          | 9 augusti 2014 | Paraguay                                   | 2 – 1           | Costa Rica           | Stade Olympique                                             |                                                             |
| 20:00 UTC−4 | 20:00 UTC−4    | Silvana Romero 4′ Jennifer Mora 88′ (str.) | (1 – 1) Rapport | 29′ Michelle Montero | Montreal Publik: 6 844 Domare: Bibiana Steinhaus (Tyskland) | Montreal Publik: 6 844 Domare: Bibiana Steinhaus (Tyskland) |
| 20:00 UTC−4 | 20:00 UTC−4    |                                            |                 |                      | Montreal Publik: 6 844 Domare: Bibiana Steinhaus (Tyskland) | Montreal Publik: 6 844 Domare: Bibiana Steinhaus (Tyskland) |
| 20:00 UTC−4 | 20:00 UTC−4    |                                            |                 |                      | Montreal Publik: 6 844 Domare: Bibiana Steinhaus (Tyskland) | Montreal Publik: 6 844 Domare: Bibiana Steinhaus (Tyskland) |

| 23          | 13 augusti 2014 | Costa Rica | 0 – 3           | Nya Zeeland                                         | National Soccer Stadium                                 |                                                         |
| 17:00 UTC−4 | 17:00 UTC−4     |            | (0 – 1) Rapport | 24′ Steph Skilton 69′ Megan Lee 90+4′ Tayla O'Brien | Toronto Publik: 6 914 Domare: Kirsi Heikkinen (Finland) | Toronto Publik: 6 914 Domare: Kirsi Heikkinen (Finland) |
| 17:00 UTC−4 | 17:00 UTC−4     |            |                 |                                                     | Toronto Publik: 6 914 Domare: Kirsi Heikkinen (Finland) | Toronto Publik: 6 914 Domare: Kirsi Heikkinen (Finland) |
| 17:00 UTC−4 | 17:00 UTC−4     |            |                 |                                                     | Toronto Publik: 6 914 Domare: Kirsi Heikkinen (Finland) | Toronto Publik: 6 914 Domare: Kirsi Heikkinen (Finland) |

| 24          | 13 augusti 2014 | Paraguay | 0 – 3           | Frankrike                                         | Commonwealth Stadium                                |                                                     |
| 15:00 UTC−6 | 15:00 UTC−6     |          | (0 – 2) Rapport | 5′ (str.), 7′ Faustine Robert 77′ Mylaine Tarrieu | Edmonton Publik: 7 301 Domare: Margaret Domka (USA) | Edmonton Publik: 7 301 Domare: Margaret Domka (USA) |
| 15:00 UTC−6 | 15:00 UTC−6     |          |                 |                                                   | Edmonton Publik: 7 301 Domare: Margaret Domka (USA) | Edmonton Publik: 7 301 Domare: Margaret Domka (USA) |
| 15:00 UTC−6 | 15:00 UTC−6     |          |                 |                                                   | Edmonton Publik: 7 301 Domare: Margaret Domka (USA) | Edmonton Publik: 7 301 Domare: Margaret Domka (USA) |

### Slutspel
Slutspelet är turneringens andra omgång där de två bäst placerade lagen ur respektive grupp deltar. Om en match slutar oavgjort, övergår matchen till en förlängning med två halvlekar på 15 minuter vardera. Om resultatet är oavgjort efter förlängningen så avgörs matchen på straffsparksläggning.

#### Slutspelsträd
|  | Kvartsfinaler         | Kvartsfinaler        |                       |       | Semifinaler | Semifinaler |  |  | Final | Final |
|  |                       |                      |                       |       |             |             |  |  |       |       |
|  | 16 augusti — Toronto  |                      |                       |       |             |             |  |  |       |       |
|  |                       |                      |                       |       |             |             |  |  |       |       |
|  | Nordkorea (str.)      | 1 (3)                |                       |       |             |             |  |  |       |       |
|  | Nordkorea (str.)      | 1 (3)                | 20 augusti — Montreal |       |             |             |  |  |       |       |
|  | USA                   | 1 (1)                |                       |       |             |             |  |  |       |       |
|  | USA                   | 1 (1)                | Nordkorea             | 2     |             |             |  |  |       |       |
|  | 17 augusti — Moncton  |                      | Nordkorea             | 2     |             |             |  |  |       |       |
|  |                       | Nigeria              | 6                     |       |             |             |  |  |       |       |
|  | Nigeria               | Nigeria              | 6                     | 4     |             |             |  |  |       |       |
|  | Nigeria               |                      | 24 augusti — Montreal | 4     |             |             |  |  |       |       |
|  | Nya Zeeland           | 1                    |                       |       |             |             |  |  |       |       |
|  | Nya Zeeland           | 1                    | Nigeria               | 0     |             |             |  |  |       |       |
|  | 16 augusti — Edmonton |                      | Nigeria               | 0     |             |             |  |  |       |       |
|  |                       | Tyskland (e.f.)      | 1                     |       |             |             |  |  |       |       |
|  | Tyskland              | Tyskland (e.f.)      | 1                     | 2     |             |             |  |  |       |       |
|  | Tyskland              | 20 augusti — Moncton |                       | 2     |             |             |  |  |       |       |
|  | Kanada                | 0                    |                       |       |             |             |  |  |       |       |
|  | Kanada                | 0                    | Tyskland              | 2     |             |             |  |  |       |       |
|  | 17 augusti — Montreal |                      | Tyskland              | 2     |             |             |  |  |       |       |
|  |                       | Frankrike            | 1                     |       | Bronsmatch  | Bronsmatch  |  |  |       |       |
|  | Frankrike (str.)      | Frankrike            | 1                     | 0 (4) | Bronsmatch  | Bronsmatch  |  |  |       |       |
|  | Frankrike (str.)      |                      | 24 augusti — Montreal | 0 (4) |             |             |  |  |       |       |
|  | Sydkorea              | 0 (3)                |                       |       |             |             |  |  |       |       |
|  | Sydkorea              | 0 (3)                | Nordkorea             | 2     |             |             |  |  |       |       |
|  |                       |                      |                       |       |             |             |  |  |       |       |
|  | Frankrike             | 3                    |                       |       |             |             |  |  |       |       |
|  | Frankrike             | 3                    |                       |       |             |             |  |  |       |       |

#### Kvartsfinaler
| 25          | 16 augusti 2014 | Nordkorea                                          | 0000 1 – 1 (e.fl.)         | USA                                                        | National Soccer Stadium                                    |                                                            |
| 17:00 UTC−4 | 17:00 UTC−4     | Jon So-yon 54′ (str.)                              | (0 – 1) Rapport            | 6′ Makenzy Doniak                                          | Toronto Publik: 7 854 Domare: Bibiana Steinhaus (Tyskland) | Toronto Publik: 7 854 Domare: Bibiana Steinhaus (Tyskland) |
| 17:00 UTC−4 | 17:00 UTC−4     |                                                    |                            |                                                            | Toronto Publik: 7 854 Domare: Bibiana Steinhaus (Tyskland) | Toronto Publik: 7 854 Domare: Bibiana Steinhaus (Tyskland) |
| 17:00 UTC−4 | 17:00 UTC−4     | Jon So-yon Choe Yun-gyong Ri Kyong-hyang Rim Se-ok | Straffsparksläggning 3 – 1 | Savannah Jordan Lindsey Horan Rose Lavelle Stephanie Amack | Toronto Publik: 7 854 Domare: Bibiana Steinhaus (Tyskland) | Toronto Publik: 7 854 Domare: Bibiana Steinhaus (Tyskland) |

| 26          | 16 augusti 2014 | Tyskland                             | 2 – 0           | Kanada | Commonwealth Stadium                                        |                                                             |
| 18:00 UTC−6 | 18:00 UTC−6     | Pauline Bremer 24′ Rebecca Knaak 82′ | (1 – 0) Rapport |        | Edmonton Publik: 22 421 Domare: Salomé di Iorio (Argentina) | Edmonton Publik: 22 421 Domare: Salomé di Iorio (Argentina) |
| 18:00 UTC−6 | 18:00 UTC−6     |                                      |                 |        | Edmonton Publik: 22 421 Domare: Salomé di Iorio (Argentina) | Edmonton Publik: 22 421 Domare: Salomé di Iorio (Argentina) |
| 18:00 UTC−6 | 18:00 UTC−6     |                                      |                 |        | Edmonton Publik: 22 421 Domare: Salomé di Iorio (Argentina) | Edmonton Publik: 22 421 Domare: Salomé di Iorio (Argentina) |

| 27          | 17 augusti 2014 | Mexiko                                         | 4 – 1           | Nya Zeeland      | Moncton Stadium                                         |                                                         |
| 17:00 UTC−3 | 17:00 UTC−3     | Asisat Oshoala 1′, 12′ Uchechi Sunday 84′, 90′ | (2 – 0) Rapport | 89′ Emma Rolston | Moncton Publik: 3 588 Domare: Sachiko Yamagishi (Japan) | Moncton Publik: 3 588 Domare: Sachiko Yamagishi (Japan) |
| 17:00 UTC−3 | 17:00 UTC−3     |                                                |                 |                  | Moncton Publik: 3 588 Domare: Sachiko Yamagishi (Japan) | Moncton Publik: 3 588 Domare: Sachiko Yamagishi (Japan) |
| 17:00 UTC−3 | 17:00 UTC−3     |                                                |                 |                  | Moncton Publik: 3 588 Domare: Sachiko Yamagishi (Japan) | Moncton Publik: 3 588 Domare: Sachiko Yamagishi (Japan) |

| 28          | 17 augusti 2014 | Frankrike                                                                    | 0000 0 – 0 (e.fl.)         | Sydkorea                                                       | Stade Olympique                                            |                                                            |
| 19:00 UTC−4 | 19:00 UTC−4     |                                                                              | (0 – 0) Rapport            |                                                                | Montreal Publik: 4 954 Domare: Quetzalli Alvarado (Mexiko) | Montreal Publik: 4 954 Domare: Quetzalli Alvarado (Mexiko) |
| 19:00 UTC−4 | 19:00 UTC−4     |                                                                              |                            |                                                                | Montreal Publik: 4 954 Domare: Quetzalli Alvarado (Mexiko) | Montreal Publik: 4 954 Domare: Quetzalli Alvarado (Mexiko) |
| 19:00 UTC−4 | 19:00 UTC−4     | Sandie Toletti Marine Dafeur Griedge Mbock Bathy Eve Perisset Claire Lavogez | Straffsparksläggning 4 – 3 | Jang Sel-gi Oh Yeon-hee Kim Hye-yeong Namgung Ye-ji Lee Su-bin | Montreal Publik: 4 954 Domare: Quetzalli Alvarado (Mexiko) | Montreal Publik: 4 954 Domare: Quetzalli Alvarado (Mexiko) |

#### Semifinaler
| 29          | 20 augusti 2014 | Nordkorea                           | 2 – 6           | Nigeria                                                               | Moncton Stadium                                    |                                                    |
| 17:00 UTC−3 | 17:00 UTC−3     | Ri Un-sim 31′ Jon So-yon 62′ (str.) | (1 – 2) Rapport | 2′ Courtney Dike 24′, 60′, 68′, 85′ Asisat Oshoala 55′ Uchechi Sunday | Moncton Publik: 4 871 Domare: Margaret Domka (USA) | Moncton Publik: 4 871 Domare: Margaret Domka (USA) |
| 17:00 UTC−3 | 17:00 UTC−3     |                                     |                 |                                                                       | Moncton Publik: 4 871 Domare: Margaret Domka (USA) | Moncton Publik: 4 871 Domare: Margaret Domka (USA) |
| 17:00 UTC−3 | 17:00 UTC−3     |                                     |                 |                                                                       | Moncton Publik: 4 871 Domare: Margaret Domka (USA) | Moncton Publik: 4 871 Domare: Margaret Domka (USA) |

| 30          | 20 augusti 2014 | Tyskland                              | 2 – 1           | Frankrike               | Stade Olympique                                         |                                                         |
| 19:00 UTC−4 | 19:00 UTC−4     | Pauline Bremer 12′ Lena Petermann 81′ | (1 – 1) Rapport | 45′ Griedge Mbock Bathy | Montreal Publik: 6 634 Domare: Katalin Kulcsár (Ungern) | Montreal Publik: 6 634 Domare: Katalin Kulcsár (Ungern) |
| 19:00 UTC−4 | 19:00 UTC−4     |                                       |                 |                         | Montreal Publik: 6 634 Domare: Katalin Kulcsár (Ungern) | Montreal Publik: 6 634 Domare: Katalin Kulcsár (Ungern) |
| 19:00 UTC−4 | 19:00 UTC−4     |                                       |                 |                         | Montreal Publik: 6 634 Domare: Katalin Kulcsár (Ungern) | Montreal Publik: 6 634 Domare: Katalin Kulcsár (Ungern) |

#### Match om tredjepris
| 31          | 24 augusti 2014 | Nordkorea                      | 2 – 3           | Frankrike                                                   | Stade Olympique                                           |                                                           |
| 16:00 UTC−4 | 16:00 UTC−4     | Ri Un-yong 48′ Choe Un-hwa 68′ | (0 – 0) Rapport | 53′ Claire Lavogez 66′ Aminata Diallo 79′ Aissatou Tounkara | Montreal Publik: 15 822 Domare: Sachiko Yamagishi (Japan) | Montreal Publik: 15 822 Domare: Sachiko Yamagishi (Japan) |
| 16:00 UTC−4 | 16:00 UTC−4     |                                |                 |                                                             | Montreal Publik: 15 822 Domare: Sachiko Yamagishi (Japan) | Montreal Publik: 15 822 Domare: Sachiko Yamagishi (Japan) |
| 16:00 UTC−4 | 16:00 UTC−4     |                                |                 |                                                             | Montreal Publik: 15 822 Domare: Sachiko Yamagishi (Japan) | Montreal Publik: 15 822 Domare: Sachiko Yamagishi (Japan) |

#### Final
| 32          | 24 augusti 2014 | Nigeria | 0000 0 – 1 (e.fl.) | Tyskland           | Stade Olympique                                             |                                                             |
| 19:00 UTC−4 | 19:00 UTC−4     |         | (0 – 0) Rapport    | 98′ Lena Petermann | Montreal Publik: 15 822 Domare: Carol Anne Chenard (Kanada) | Montreal Publik: 15 822 Domare: Carol Anne Chenard (Kanada) |
| 19:00 UTC−4 | 19:00 UTC−4     |         |                    |                    | Montreal Publik: 15 822 Domare: Carol Anne Chenard (Kanada) | Montreal Publik: 15 822 Domare: Carol Anne Chenard (Kanada) |
| 19:00 UTC−4 | 19:00 UTC−4     |         |                    |                    | Montreal Publik: 15 822 Domare: Carol Anne Chenard (Kanada) | Montreal Publik: 15 822 Domare: Carol Anne Chenard (Kanada) |

## Slutställning
| Nr | Lag         | S | V | O | F | GM | IM | MS  | P  |
| -- | ----------- | - | - | - | - | -- | -- | --- | -- |
| 1  | Tyskland    | 6 | 4 | 2 | 0 | 16 | 7  | +9  | 14 |
| 2  | Nigeria     | 6 | 4 | 2 | 0 | 15 | 6  | +9  | 14 |
| 3  | Frankrike   | 6 | 4 | 1 | 1 | 13 | 3  | +10 | 13 |
| 4  | Nordkorea   | 6 | 2 | 1 | 3 | 13 | 15 | −2  | 7  |
| 5  | USA         | 4 | 2 | 1 | 1 | 5  | 3  | +2  | 7  |
| 6  | Kanada      | 4 | 2 | 0 | 2 | 4  | 5  | −1  | 6  |
| 7  | Nya Zeeland | 4 | 2 | 0 | 2 | 6  | 8  | −2  | 6  |
| 8  | Sydkorea    | 4 | 1 | 2 | 1 | 4  | 4  | 0   | 5  |
| 9  | Ghana       | 3 | 2 | 0 | 1 | 3  | 4  | −1  | 6  |
| 10 | Paraguay    | 3 | 1 | 0 | 2 | 2  | 6  | −4  | 3  |
| 11 | England     | 3 | 0 | 2 | 1 | 3  | 4  | −1  | 2  |
| 11 | Mexiko      | 3 | 0 | 2 | 1 | 3  | 4  | −1  | 2  |
| 13 | Kina        | 3 | 0 | 2 | 1 | 6  | 9  | −3  | 2  |
| 14 | Brasilien   | 3 | 0 | 1 | 2 | 2  | 7  | −5  | 1  |
| 15 | Finland     | 3 | 0 | 0 | 3 | 4  | 7  | −3  | 0  |
| 16 | Costa Rica  | 3 | 0 | 0 | 3 | 2  | 10 | −8  | 0  |